# バトルシップ (映画)
『バトルシップ』（原題: Battleship）は、同名のボードゲームをベースにした2012年のアメリカのミリタリーSFアクション映画。ハワイと戦艦ミズーリで撮影された。
監督はピーター・バーグ、脚本はジョン・ホーバーとエリック・ホーバーがそれぞれ務め、テイラー・キッチュ、アレクサンダー・スカルスガルド、ブルックリン・デッカー、リアーナ、浅野忠信、リーアム・ニーソンらが出演した。
2012年4月3日に東京で公開され、2012年5月18日にユニバーサル・ピクチャーズにより米国で公開された。製作費は2億ドルを費やすも興業収入は全世界で3億300万ドルであった。

## ストーリー

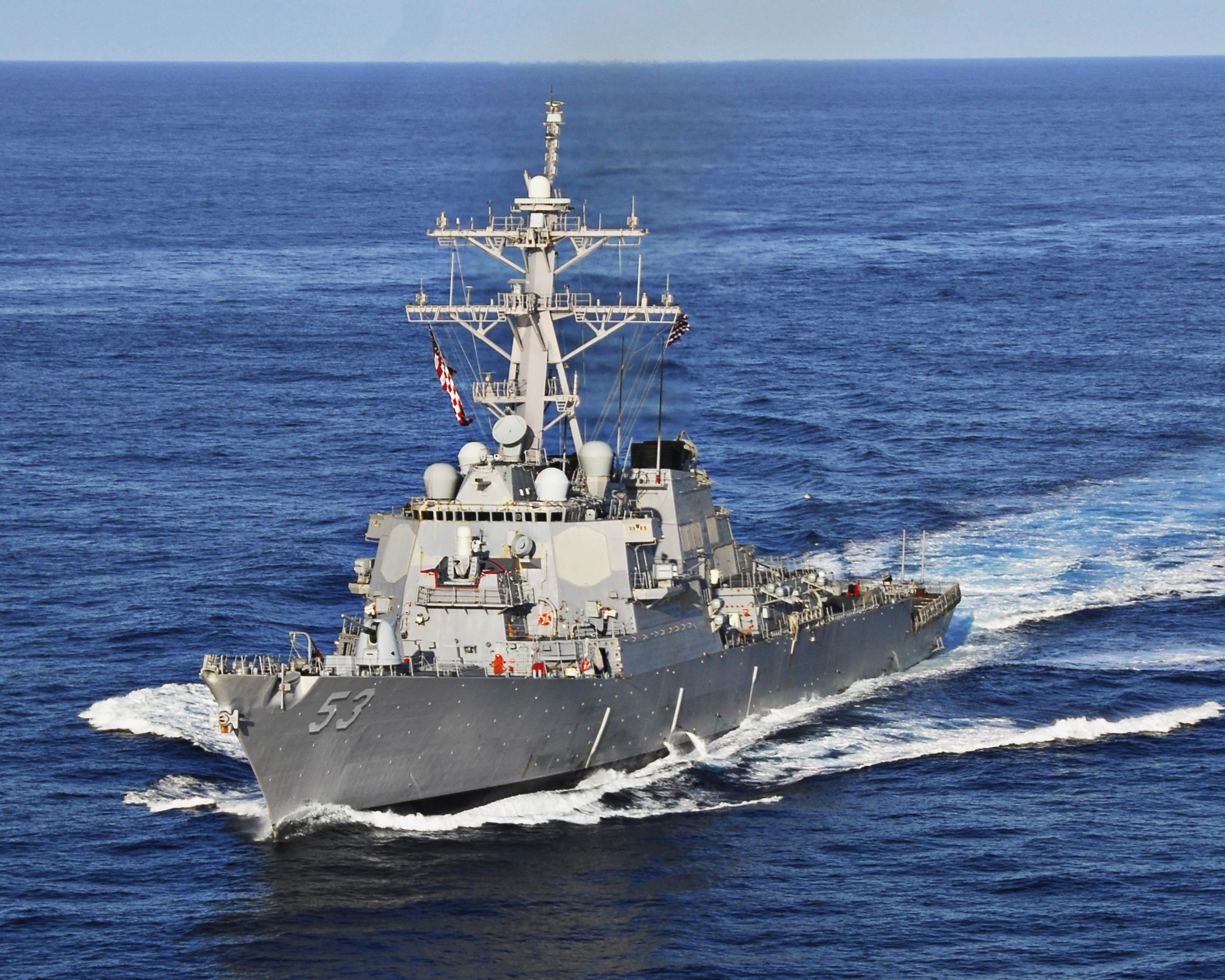
アーレイ・バーク級ミサイル駆逐艦 ジョン・ポール・ジョーンズ。

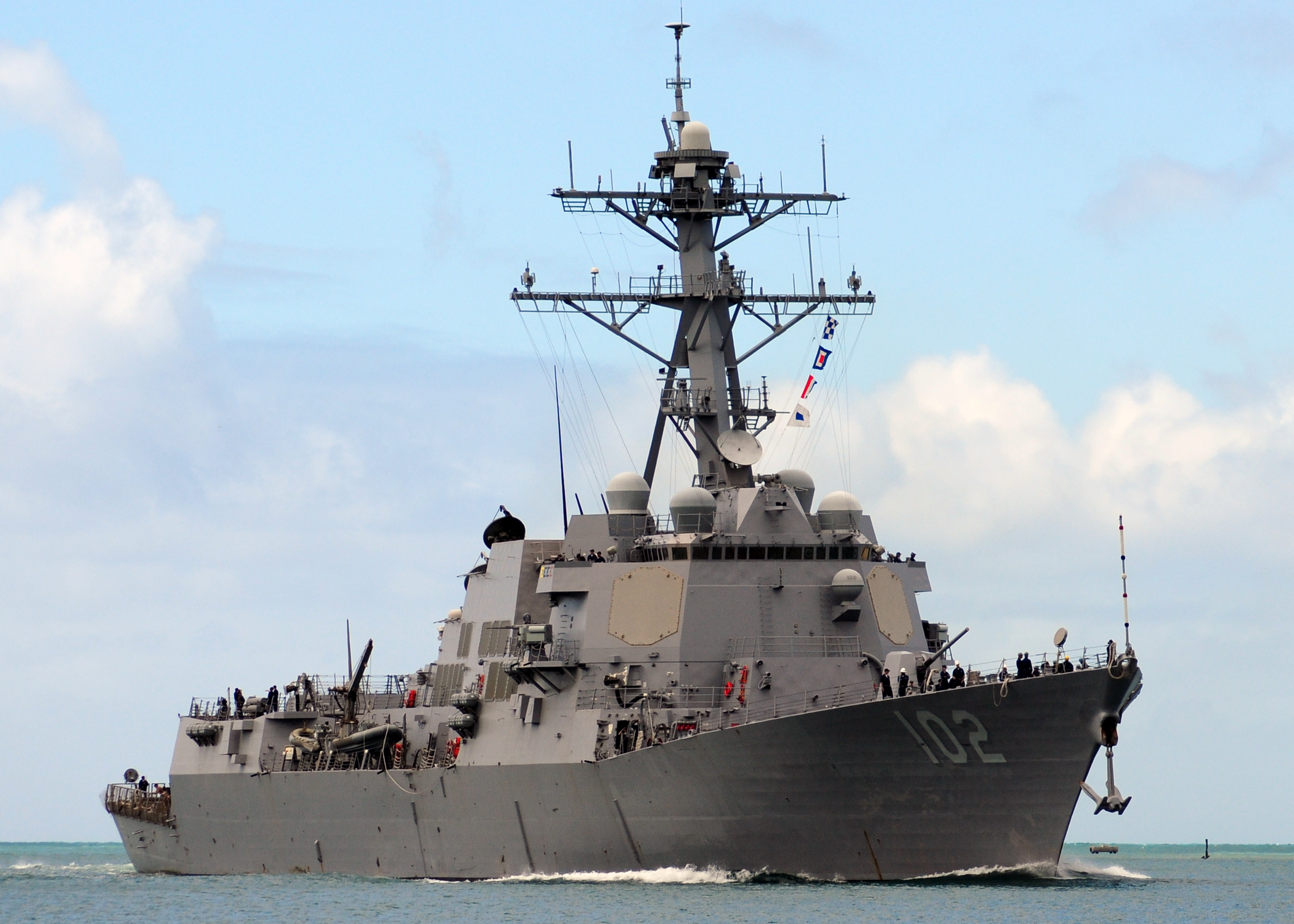
アーレイ・バーク級ミサイル駆逐艦サンプソン

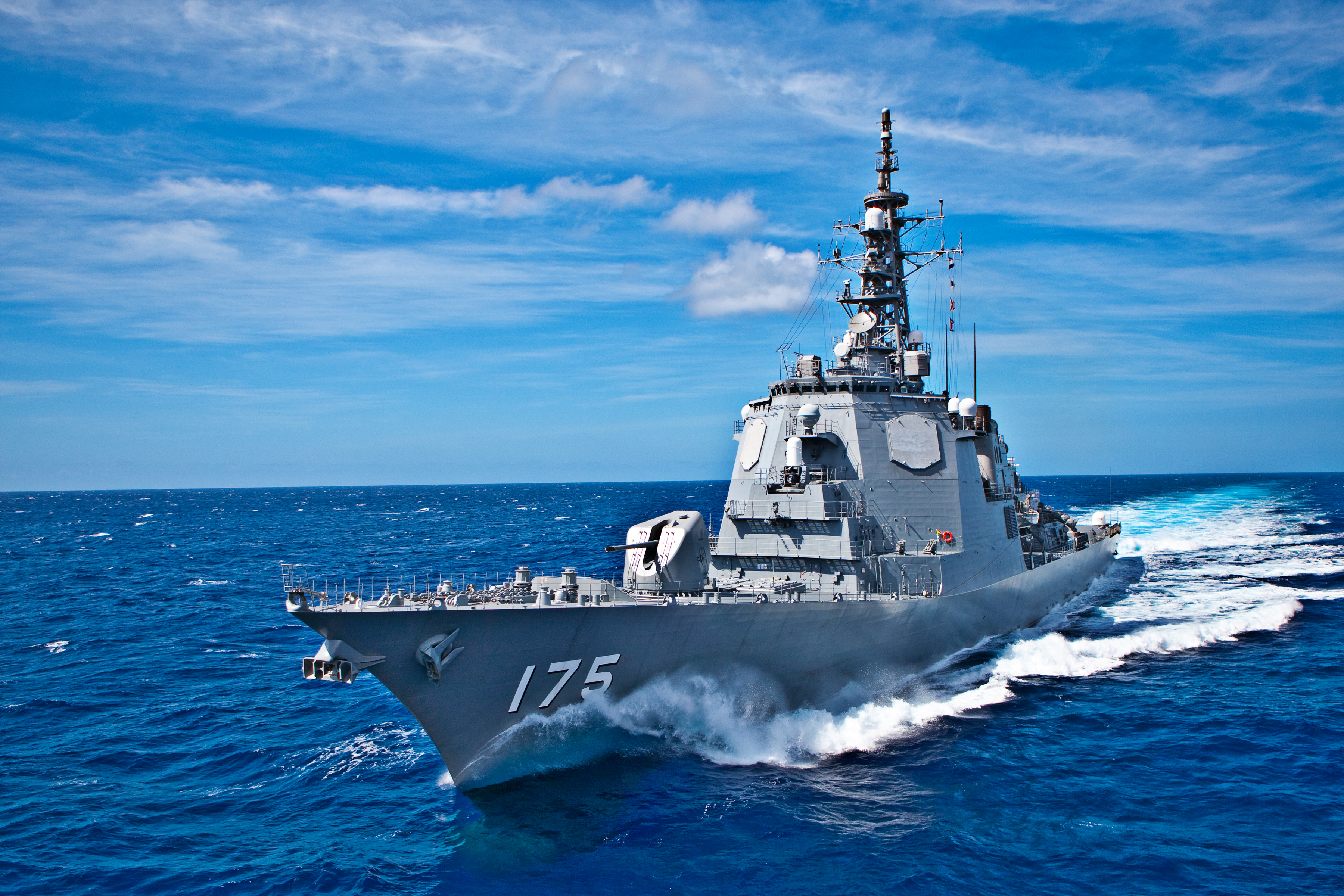
海上自衛隊のこんごう型護衛艦「みょうこう」。

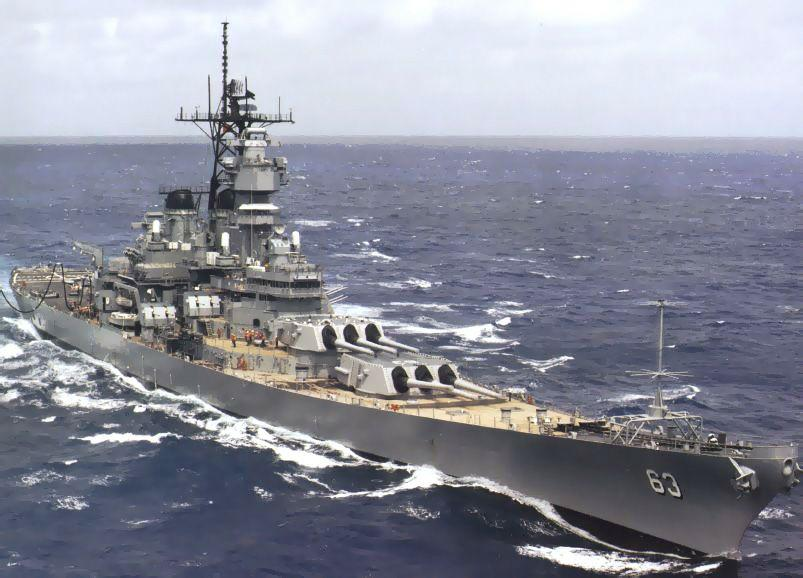
アメリカ海軍のアイオワ級戦艦「ミズーリ」。現在は記念艦としてハワイのオアフ島に保存されている。

プロローグ
アメリカで太陽系外の地球型惑星と交信を試みる国際ビーコンプロジェクトが立ちあげられ、ハワイ、オアフ島に造られた送信施設より、送信が開始された。

数年後の2012年、世界14か国の海軍将兵2万人が参集する環太平洋合同演習（RIMPAC/リムパック）が開催され、併せたイベントにミズーリ退役乗組員の老人達も参加していた。
参加艦艇の1隻であるアメリカ海軍所属アーレイ・バーク級ミサイル駆逐艦「ジョン・ポール・ジョーンズ」の乗員であるアレックス・ホッパー大尉は、恋人であるサマンサとの結婚を彼女の父親であるシェーン提督に認めさせようとしていた。
しかし、同じく演習に参加していた海上自衛隊のナガタ一等海佐と喧嘩沙汰を起こしたことから、印象を悪くしてしまい結婚を認められるどころか、演習後の懲戒免職処分を突きつけられる。
宇宙からの襲来
そんな中開催された演習であったが、時を同じくして宇宙より正体不明の5つの物体が太平洋を目指して降下してくる。その内の1つは衛星軌道に浮かんでいた人工衛星と激突して分解し、中国、香港を中心として世界各地に落下、大規模な災害を惹き起こす。
残った4つの物体はハワイ近海のリムパック艦隊近辺に降下。その正体を調べるべく、リムパック艦隊はアレックスの兄であるストーンを指揮官とした分遣隊を派遣することを決め、ストーンが艦長を務めるアーレイ・バーク級ミサイル駆逐艦「サンプソン」、ナガタが艦長を務めるこんごう型護衛艦「みょうこう」、そして、アレックスが乗艦する「ジョン・ポール・ジョーンズ」の3隻が派遣される。
フィールド内での攻防
アレックスらが複合艇で海上に姿を現していた巨大な物体を探索していた最中、突如、物体から強大なエネルギーフィールドが展開され、ハワイ諸島全域を覆いつくし、分遣隊の3隻の駆逐艦は、より外洋にいたリムパック艦隊から隔離されてしまう。
さらに構造物の周囲の海中から、異星人の大型機動兵器3機が出現。分遣隊が威嚇射撃を行った結果、大型機動兵器がそれを敵対行為とみなし、3隻の駆逐艦に反撃を開始。強力な電波妨害によって戦闘力を削がれた3隻は碌に応射もできないまま、集中砲火を受けた「サンプソン」が撃沈され、ストーンを含めた乗員全員が戦死。「ジョン・ポール・ジョーンズ」も至近弾を受け、艦長・副長を含んだ上級士官が多数戦死してしまい、艦内生存者中最先任のアレックスが急遽艦の指揮を執ることとなる。
アレックスは、兄を殺された怒りにまかせて突撃をかけるが、援護しようとしたナガタの「みょうこう」も被弾して撃沈されてしまい、部下からの説得でアレックスは攻撃を取りやめ、ナガタを含んだ「みょうこう」のクルーの救助を行い、一時撤退。更に、艦に乗り込んで白兵戦を仕掛けてきた異星人の一部を何とか退けたアレックスらは、ナガタらの協力の元、反撃のプランを練る。
異星人による侵略
異星人の攻撃兵器がハワイ各所の軍事施設や幹線道路を攻撃するなか、孤立無援となった「ジョン・ポール・ジョーンズ」はアレックスの指揮の下、異星人に対して反撃を開始する。ナガタの発案により、敵に察知される索敵レーダーを使うことなく、海上の津波ブイを利用して敵の位置をつきとめ、3機の大型機動兵器を次々と撃沈する。
一方、異星人の目的はハワイの送信施設を占拠し、人工衛星を利用して仲間に通信して呼び寄せる事とわかり、アレックスは恋人のサマンサから「アンテナを破壊してほしい」と無線通信を受ける。しかし、「ジョン・ポール・ジョーンズ」は異星人船の最後の1機を撃破するも、さらに他所から飛来した攻撃兵器によって破壊されてしまう。
ミズーリによる反撃
アレックスは辛くも脱出した日米の将兵達に、すでに役目を終え記念艦となっていた70年前のアイオワ級戦艦「ミズーリ」を使って反撃に出ることを提案するが、旧世代の蒸気タービン推進艦であるため現役乗組員達だけでは動かす事ができないと反論される。だが、そこにリムパックに招待されていたミズーリ退役乗組員の老人達が現れて協力を申し出る。
記念艦から戦艦へと復活したミズーリに乗り、アレックス達は残った異星人船に対して最後の反撃に出る。これまでの戦いの経験から、真正面から挑んでも勝てないと悟ったアレックスは、敵前で碇を降ろしてドリフトのような急回頭を行い爆雷攻撃をかわした上に敵の側面に回り込むことに成功。戦艦ならではの大火力による怒涛の攻撃を浴びせて異星人船を大破させ、エネルギーフィールドを消滅させる事に成功する。
ミズーリは爆雷攻撃を受けて第三砲塔を大破させられるが、戦艦故の重装甲により艦を沈没させるほどの被害とならなかった。そして、残された最後の砲弾を送信施設に向けて発射し、破壊することに成功する。だが、異星人船は完全に沈没はしておらず、最後の反撃に出て攻撃兵器を射出する。
だがそこに、これまでエネルギーフィールドに阻まれてそれまで救援に来られなかった空母艦載機が駆けつけてそれを撃墜し、空爆を加えたことにより遂に完全に破壊された。
エピローグ
戦いが終わり叙勲式が催され、亡くなった兄ストーンは海軍十字章が授与され、アレックスは「敵対する武装勢力との交戦において勇敢さを示した兵士」に対して送られるシルバースター勲章が授与される。「娘との結婚には反対だ」と言うシェーン提督だが、英雄となったアレックスのことを内心では認め、「降伏条件を話し合おう」とアレックスをランチに誘う。
その後、スコットランドの片田舎で生徒が異星人のポッドが墜落しているのを見付け、偶然通りかかった便利屋のジミーがハッチを切り開くと、中から異星人の手が伸びてくるシーンで終幕となる。

## 登場人物・キャスト

### 主人公
アレックス・ホッパー
演 - テイラー・キッチュ
アメリカ海軍大尉。アーレイ・バーク級ミサイル駆逐艦「ジョン・ポール・ジョーンズ」のCICに所属する海軍将校。内面は非常に教養に富み優れた知性を持つが、それ以上に粗野な態度が目立ち、「自分でもどうしてかわからない」という衝動性が災いし、度々他人に迷惑をかけてしまう。海軍に入隊した経緯もサマンサへの一目ぼれの一件に端を発しており、直情的な性格でトラブルが絶えない。サッカーを嗜んでいる。
ユウジ・ナガタ
演 - 浅野忠信
海上自衛隊一等海佐。こんごう型護衛艦「みょうこう」艦長。過去のリムパックでのいざこざからアレックスとは犬猿の仲だったが、突如出現した異星人に対し共闘する内に友情が芽生える。20年近く前から米軍相手の演習に使用してきた、レーダーの使えない状況下で津波ブイを利用して敵位置を索敵するという秘策を明かし、異星人の大型機動兵器を撃破する切っ掛けを作る。

### アメリカ海軍
コーラ・レイクス
演 - リアーナ
アメリカ海軍兵曹。「ジョン・ポール・ジョーンズ」のCICに所属する女性クルー。気の強いアフリカ系女性。上官のアレックスを「ドナルド・トランプとマイク・タイソンを掛け合わせたミュータント」と評するなど口が悪い。ミズーリでは射撃管制を担当する。
ストーン・ホッパー
演 - アレクサンダー・スカルスガルド
アメリカ海軍中佐。アレックスの兄でアーレイ・バーク級ミサイル駆逐艦「サンプソン」の艦長。前回のリムパックでは最優秀の成績を残しており、周囲からも期待されるエリート軍人であるが、トラブルを起こしてばかりの弟が悩みの種となっている。しかし、無職だったアレックスに友人の伝で仕事の紹介や、自身同様に海軍へ入隊することを薦めたり、入隊したアレックスが起こしたトラブルの火消しを行うなど、それでも立派に育てようと面倒を見ていた。
シェーン提督
演 - リーアム・ニーソン
アメリカ海軍大将。リムパック総司令官でアメリカ海軍太平洋艦隊司令官を務める。アレックスとストーンの上官でサマンサの父。ニミッツ級航空母艦「ロナルド・レーガン」で、リムパック艦隊の指揮をとる。厳格な性格で、アレックスの能力の高さを認めてはいるものの、トラブルを起こしてばかりの性格に致命的な問題があるとして結婚に反対している。
ウォルター・"ビースト"・リンチ
演 - ジョン・ツイ
アメリカ海軍上等兵曹。「ジョン・ポール・ジョーンズ」の機関員。アレックスたちが臨検するために乗船する複合艇の操縦を担当する。
ジミー・"オーディ"・オード
演 - ジェシー・プレモンス
アメリカ海軍上等水兵。「ジョン・ポール・ジョーンズ」のブリッジクルーで操舵を担当。アレックスやレイクスと親しい。ヴァネロペ3世という名前のヒョウモントカゲモドキを飼育している。異星人の眼球がヤモリのそれに似ていることに気付き、彼らも強い太陽光を苦手とするのではないかと推測した。
ブラウリー大佐
演 - リコ・マックリントン
アメリカ海軍大佐。「ジョン・ポール・ジョーンズ」の艦長。
国防長官
演 - ピーター・マクニコル
アメリカ合衆国国防長官。

### その他
サマンサ・"サム"・シェーン
演 - ブルックリン・デッカー
理学療法士でアレックスの婚約者。軍の診療施設に勤める。自身の診療施設の患者の1人である傷痍軍人のミックとともに、彼のリハビリ目的のフィールドワークを行っていた際、異星人の攻撃に巻き込まれるが、ミックとキャルとともに異星人が送信施設を利用できないように奮闘する。
ミック・キャナルズ
演 - グレゴリー・D・ガトソン
アメリカ陸軍退役中佐。過去の受傷が元で両足が義足になっており、サマンサの務める診療施設に通いリハビリを受けていた。リハビリの一環としてサマンサと山を登っていた際に、異星人の襲来を受け、彼女ととともに異星人の送信を妨害するために勇敢に奮闘する。生来、体格は良く格闘能力もずば抜けて、彼よりも長身の異星人の戦闘員と格闘してわたり合い、最後は義足で絞め落とした。
演じるガドソンは実際にアメリカ陸軍の退役将校（最終階級は大佐）であり、イラク派遣時にIEDによる被害で両足に義足を着用している。
キャル・ザパタ
演 - ハミッシュ・リンクレイター
国際ビーコンプロジェクトのオアフ島施設に勤める研究員の1人。気弱で、異星人襲来の際に逃げ出して無事だったが、山中でサマンサとミックと出会い、状況打破の為に協力する。施設に残した通信機を回収する際に異星人に見付かるも、眼鏡をかけていたため人間とは認識されず、無事に回収を果たし、サマンサがアレックスに連絡を行うことにつながった。その後はサマンサたちと再びビーコン施設に向かうことを拒むが、思い直して加勢に駆け付けた。
ノグレディ博士
演 - アダム・ゴドリー
国際ビーコンプロジェクトのリーダー。

### 日本語吹替
| 役名                           | 俳優                           | 日本語吹替                                           | 日本語吹替                                      |
| 役名                           | 俳優                           | 劇場公開版                                           | BSテレ東版                                      |
| ------------------------------ | ------------------------------ | ---------------------------------------------------- | ----------------------------------------------- |
| アレックス・ホッパー           | テイラー・キッチュ             | 置鮎龍太郎                                           | 置鮎龍太郎                                      |
| ユウジ・ナガタ                 | 浅野忠信                       | 浅野忠信                                             | 浅野忠信                                        |
| サマンサ・"サム"・シェーン     | ブルックリン・デッカー         | 本名陽子                                             | 本名陽子                                        |
| コーラ・レイクス               | リアーナ                       | 土屋アンナ                                           | 東條加那子                                      |
| ストーン・ホッパー             | アレクサンダー・スカルスガルド | 平田広明                                             | 平田広明                                        |
| シェーン提督                   | リーアム・ニーソン             | 石塚運昇                                             | 石塚運昇                                        |
| ウォルター・"ビースト"・リンチ | ジョン・ツイ                   | 遠藤純一                                             | 遠藤純一                                        |
| ジミー・"オーディ"・オード     | ジェシー・プレモンス           | 佐藤せつじ                                           | 佐藤せつじ                                      |
| ミック・キャナルズ             | グレゴリー・D・ガトソン        | 乃村健次                                             | 乃村健次                                        |
| キャル・ザパタ                 | ハミッシュ・リンクレイター     | 落合弘治                                             | 落合弘治                                        |
| ノグレディ博士                 | アダム・ゴドリー               | 立川三貴                                             | 立川三貴                                        |
| ブラウリー大佐                 | リコ・マックリントン           | 山野井仁                                             | 山野井仁                                        |
| 国防長官                       | ピーター・マクニコル           | 佐々木省三                                           | 佐々木省三                                      |
| マレナロ中佐                   | ダンテ・ヒメネス               | 斉藤次郎                                             | 斉藤次郎                                        |
| ストローデル                   | ジェリー・フェレーラ           | 長谷川俊介                                           | 長谷川俊介                                      |
| バーテンダー                   | ルイス・ロンバルディ           | 遠藤純一                                             | 遠藤純一                                        |
|                                |                                |                                                      |                                                 |
| 演出                           | 演出                           | 宇出喜美                                             | 宇出喜美                                        |
| 翻訳                           | 翻訳                           | 平田勝茂                                             | 平田勝茂                                        |
| 制作                           | 制作                           | ニュージャパンフィルム                               | ニュージャパンフィルム                          |
| 初回放送                       | 初回放送                       | 2015年5月3日 テレビ朝日 『日曜洋画劇場』 21:00-23:10 | 2018年10月10日 『シネマクラッシュ』 19:40-21:54 |

- 劇場公開前にリアーナを東條加那子が吹替えた日本語吹替版が制作されるも、宣伝のため東條から土屋アンナへ差し替えたものがのちに制作されて劇場公開された。映像ソフトも後者のみ収録されている。のちに東條が吹替た音源と劇場公開版とをミックスしたものを、BSテレ東が2018年に制作[5]して10月10日に放送された。

## 撮影
約2億5000万ドルの予算のもと、2010年にオーストラリアのゴールドコーストでの撮影開始が計画されていたが、製作会社側は同国政府の税制措置のためにロケ地を変更することにした。
撮影はアメリカ合衆国ハワイ州のマウイ島、オアフ島のほかに、カリフォルニア州のシャーマンオークスやプラヤデルレイでも行われた。さらに、ルイジアナ州バトンルージュでも撮影された。
Science & Entertainment Exchangeが科学考証に協力した。3Dでは撮影されなかった。
劇中の航行する戦艦ミズーリは実物で、ミズーリが乾ドックの定期点検終了後にハワイの展示場所へ帰港する際、係留前にエンジン駆動した時に撮影している。更に、劇中に登場した退役軍人役の老人達は役者ではなく、全員が本物の退役軍人で、この撮影の為に集められていた。
日本の防衛省は公式協力していないが、冒頭で2010年のリムパックに参加するためパール・ハーバーへ寄港していた「あたご」と「あけぼの」の姿が映され、別のシーンでは撮影時に偶然パールハーバーに寄港していた「きりしま」およびその乗員が撮影に協力している。エンドロールに「JDS KIRISHIMA」のクレジットが見られる。当該シーンは、2010年9月に撮影された。

## 評価

### 興行成績
2億ドル以上の製作費に対し、興行収入はアメリカ国内で6,500万ドル、全世界で3億300万ドルと興業的に大失敗した。
日本では浅野忠信の出演が評判となり、およそ14億円程度の興業成績を挙げた。
2012年度は大作映画が洋画邦画を問わずヒット作が多く、国内公開映画総合では44位、洋画全体で14位となっている。全世界興行成績は3億300万ドル。

### 批評家の反応
批評家からは酷評されており、Rotten Tomatoesでは209件のレビューで支持率が34%、平均点が10点満点中4.6点と低い評価を下されている。Metacriticは、39人の批評家の評価をもとに、本作の加重平均点を100点満点中41点とし、「賛否両論」としている。CinemaScoreによる観客の投票では、本作はA+からFまでの評価で平均「B」となっている。
ローリング・ストーン誌のピーター・トラヴァースは2012年の年間ワースト映画の1つに挙げており、現在のところワースト1位であると評している。
第33回ゴールデンラズベリー賞において最低作品賞、最低監督賞、最低脚本賞、最低助演男優賞（リーアム・ニーソン）、最低助演女優賞（リアーナ、ブルックリン・デッカー）、最低スクリーンアンサンブル賞の系6部門にノミネートされ、その中で最低助演女優賞（リアーナ）を受賞した。

## 小説版
2012年4月24日にピーター・デイヴィットによる小説版が発売され、5月5日に鈴木詠崇による邦訳版 (ISBN 978-4-8030-0320-8) がリンダブックスから発売された。内容はおおむね映画に沿っているが、退役軍人らが日本人を「ミズーリ」へ迎えることに反発する場面やトモダチ作戦への言及など、映画にはない場面も追加されている。

## Blu-ray/DVD
NBCユニバーサルよりBlu-ray DiscとDVDが発売。
- Blu-ray
  - バトルシップ デジタルコピー付　品番：GNXF-1443　発売日：2012年9月5日
  - バトルシップ　品番：GNXF-1731　発売日：2013年2月20日
  - バトルシップ [4K ULTRA HD + Blu-rayセット]　品番：GNXF-1858　発売日：2017年4月21日
- DVD
  - バトルシップ　品番：GNBF-2538　発売日：2012年9月5日
  - バトルシップ　品番：GNBF-3151　発売日：2013年2月20日